# Gasselhöhe
Gasselhöhe är en bergstopp i Österrike.   Den ligger i distriktet Sankt Johann im Pongau och förbundslandet Salzburg, i den centrala delen av landet, 230 km väster om huvudstaden Wien. Toppen på Gasselhöhe är 1 554 meter över havet.
Terrängen runt Gasselhöhe är varierad. Närmaste större samhälle är Schladming, 8,3 km öster om Gasselhöhe. 
I omgivningarna runt Gasselhöhe växer i huvudsak blandskog. Runt Gasselhöhe är det ganska glesbefolkat, med 25 invånare per kvadratkilometer.